# Pachypodium brevicaule
Pachypodium brevicaule es una especie de subarbursto enano endémico de Madagascar, perteneciente al género Pachypodium, dentro de la familia Apocynaceae. Es endémica del centro de Madagascar.

## Descripción
Pachypodium brevicaule es una planta suculenta con un tallo bulboso gris con múltiples ramas, espinas cortas y pequeñas protuberancias en las ramas de las que brotan hojas finas y verdes. 

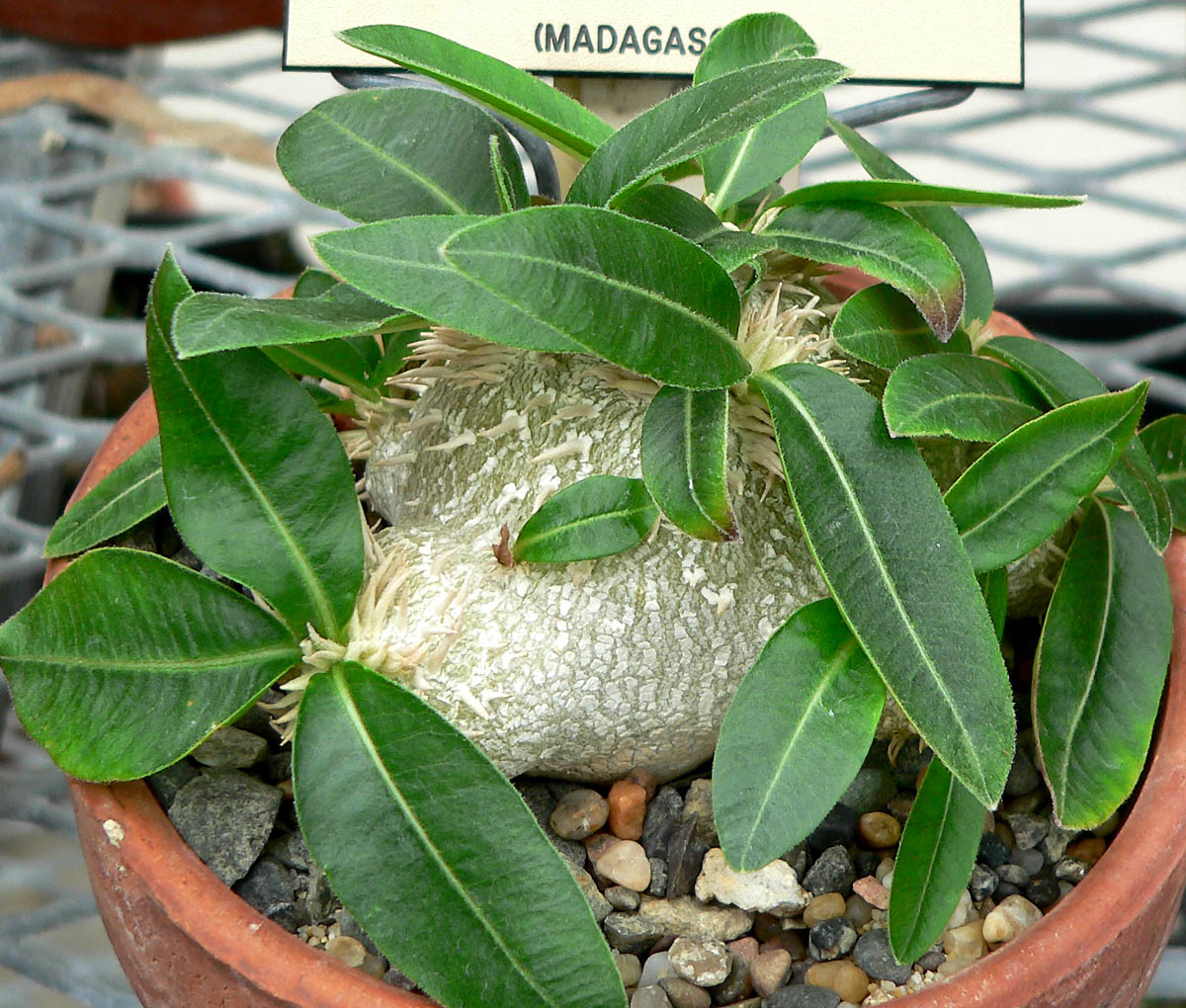
Detalle de las hojas

Es la especie más pequeña y probablemente la más rara del género. El tallo mide hasta 10 cm de alto y 30 cm de diámetro. Las hojas forman rosetas poco compactas, las cuales se caen durante el letargo invernal y rebrotan en primavera. Miden hasta 4 cm de largo y 2 cm de ancho.

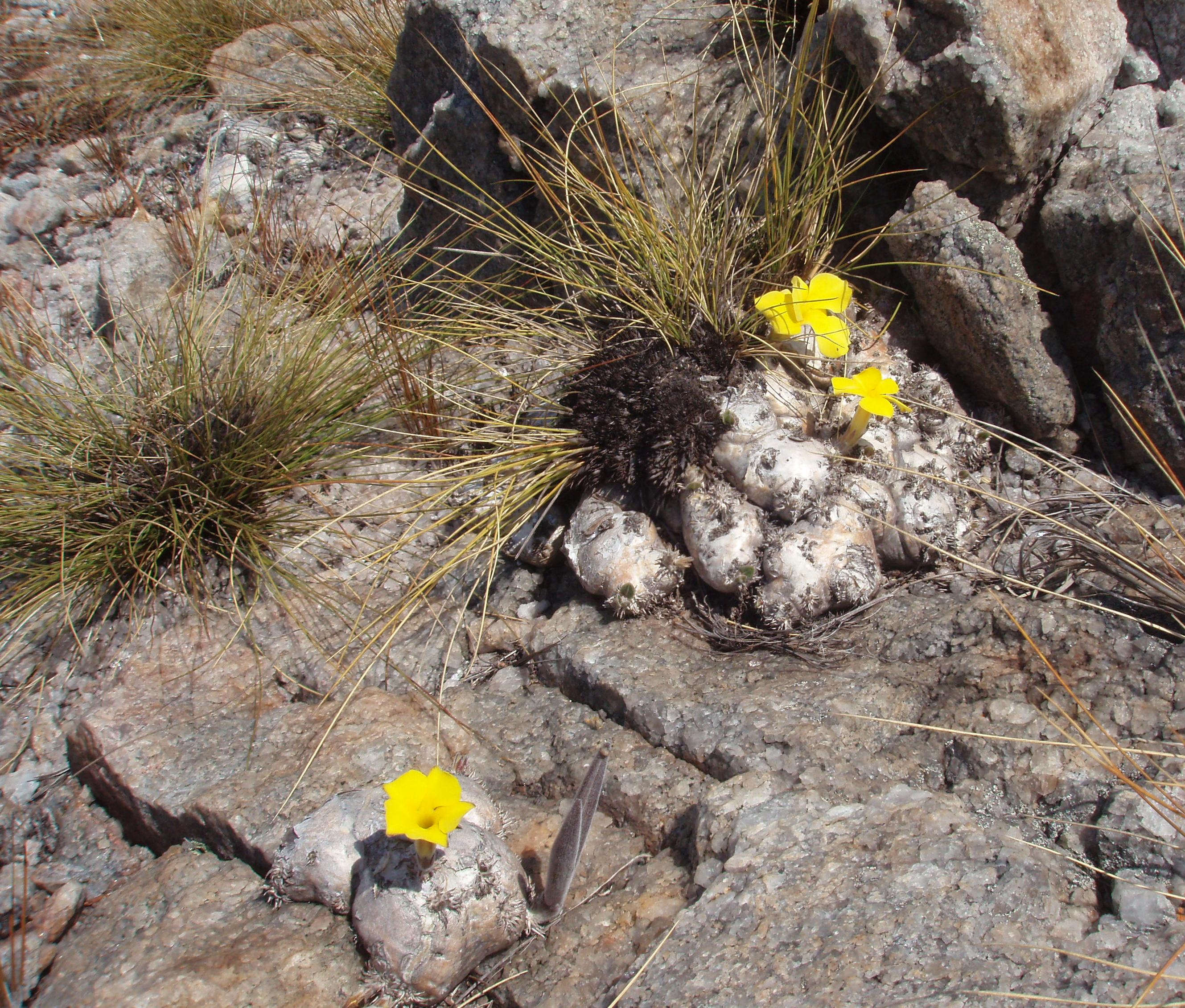
Planta en floración

Las flores aparecen en verano y son tubulares, de color amarillo brillante, de hasta 3 cm de diámetro.

## Distribución y hábitat

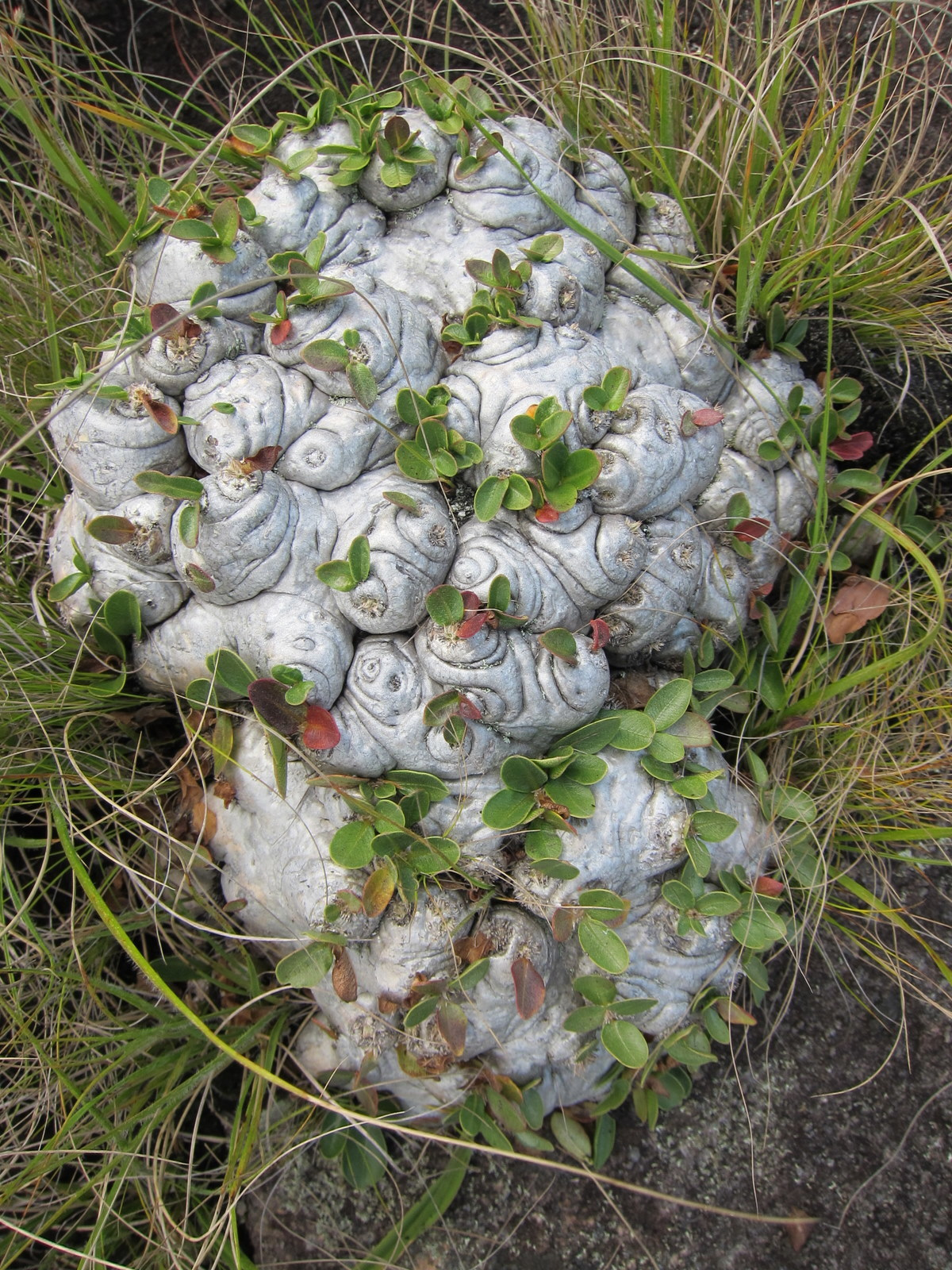
Planta en su hábitat

El área de distribución nativa de esta especie es el centro sur de Madagascar y crece principalmente en las grietas de las rocas del bioma desértico o de matorral seco.

## Taxonomía
Pachypodium brevicaule fue descrita por el botánico inglés John Gilbert Baker y publicada por primera vez en la revista científica Journal of the Linnean Society 22: 503 en 1887.

Etimología
- Pachypodium: nombre genérico que proviene de la combinación de dos términos del griego antiguo: pachys (que significa 'grueso') y podium (que significa 'pie' o 'base'), haciendo referencia a la característica morfología de muchas especies del género, que suelen tener troncos o tallos robustos y suculentos.
- brevicaule: epíteto específico proviene de las palabras latinas brevis (que significa 'corto') y caulis (que significa 'tallo'), haciendo referencia a que esta especie se caracteriza por poseer un tallo corto.[3]

### Subespecies
Pachypodium brevicaule presenta dos subespecies:
| Imagen | Subespecie                                       | Descripción      | Distribución         |
| ------ | ------------------------------------------------ | ---------------- | -------------------- |
|        | Pachypodium brevicaule subsp. brevicaule         | Flor amarilla    | Centro de Madagascar |
|        | Pachypodium brevicaule subsp. leucoxanthum Lüthy | Flor blanquecina | Centro de Madagascar |

## Estado de conservación
En la Lista Roja de Especies Amenazadas de la UICN, la especie está clasificada como “Vulnerable (VU)”.

## Usos
Pachypodium brevicaule se cultiva como planta ornamental.